# Свети Димитър (Падеш)
Вижте пояснителната страница за други значения на Свети Димитър.
„Свети Димитър“ е възрожденска църква в горноджумайското село Падеш, България, част от Неврокопската епархия на Българската православна църква. Обявена е за паметник на културата.

## История
Църквата е изградена в 1898 година. Първият свещеник на храма е отец Стефан Стоименов, който служи тук до 1923 година и е погребан в църковния двор. През 1946 година църквата е частично преустроена. В 1972 година тя е декларирана, като художествен паметник на културата от местно значение.

## Архитектура
В архитектурно отношение представлява типичната за епохата трикорабна псевдобазилика с двускатен покрив със скъсен гибел. Вътрешността е разделена на три кораба от две редици от по пет носещи дървени колони. Таваните на трите кораба са дървени, като в средната има три осмоъгълни медальона с канонични живописни композиции. Осветена е на 26 октомври 1900 година от владиката Иларион Неврокопски. Църквата има двете камбани. По-голямата е изработена от майстор Стоян М. Рачков от Горно Броди. Другата камбана е изработена от друг леяр – Георги Д. Алексов, също от Горно Броди през 1907 година. В интериора ценен е иконостасът, дело на банските зографи Димитър Сирлещов и Костадин Марунчев.